# Giovanni Haag
Giovanni Haag (* 30. Mai 2000 in Metz) ist ein französischer Fußballspieler. Der defensive Mittelfeldspieler spielt in Deutschland für den Zweitligisten Fortuna Düsseldorf und war zudem französischer U19-Nationalspieler.

## Kindheit
Giovanni Haag wurde in der lothringischen Hauptstadt Metz geboren und verbrachte seine Kindheit in Saint-Avold unweit der deutschen Grenze. Seine italienischstämmige Mutter starb, als er 15 Jahre alt war.

## Karriere

### Verein
Giovanni Haag hatte bei Etoile Naborienne Saint-Avold Fußball gespielt, bevor er in die Jugendabteilung von der AS Nancy wechselte. Der defensive Mittelfeldspieler absolvierte im Alter von 18 Jahren am 23. November 2018 beim 1:0-Sieg gegen Red Star Paris sein Profidebüt in der Ligue 2. Haag wurde im Januar 2020 an Gazélec FC Ajaccio in die dritte französische Liga verliehen. Bis zum Saisonabbruch, der der Corona-Krise geschuldet war, kam er für die Korsen zu sieben Einsätzen, allesamt über 90 Minuten. Nach seiner Rückkehr nach Nancy unterzeichnete Giovanni Haag einen Profivertrag. In der Saison 2020/21 kam er regelmäßig zum Einsatz und kam dabei als defensiver Mittelfeldspieler, als zentraler Mittelfeldspieler oder auch als Innenverteidiger zum Einsatz. In der Spielzeit 2021/22 hatte Haag auch aufgrund von Rotsperren sowie zwei Gelbrotsperren nicht häufig gespielt. Zum Ende der Saison stieg AS Nancy in die dritte Liga ab. Giovanni Haag blieb noch ein Jahr in Nancy und verließ daraufhin die ASNL.
Im Sommer 2023 wechselte er zum Zweitligisten AF Rodez. Nachdem Haag zunächst Einwechselspieler war, etablierte er sich als Stammspieler auf der Position des defensiven Mittelfeldspielers. Mit jeweils drei Vorlagen sowie Toren trug er zur Qualifikation seines Vereins für die Play-offs zwischen den Zweit- und Erstligisten bei und dort setzte sich AF Rodez zunächst gegen Paris FC durch, ehe sie an der AS Saint-Étienne scheiterten. Nach nur über einem Jahr verließ Giovanni Haag Rodez wieder und ging nach Deutschland, denn Ende August 2024 und kurz vor Ende des Sommertransferfensters schloss er sich dem Zweitligisten Fortuna Düsseldorf an. In der nordrhein-westfälischen Landeshauptstadt erhielt er die Rückennummer sechs.

### Nationalmannschaft
Am 13. Februar 2019 absolvierte Haag bei einer 1:2-Niederlage im Testspiel in Siena gegen Italien sein einziges Spiel für die französische U19-Nationalmannschaft.